# 康生通東
康生通東（こうせいどおりひがし）は、愛知県岡崎市の町名。現行行政地名は康生通東1丁目及び康生通東2丁目。

## 地理
岡崎市の西部に位置し、中心街の一角に相応する。町内に丁目を持つが小字は持たない。

## 小・中学校の学区
市立小・中学校に通う場合、学区は以下の通りとなる。
| 番・番地等 | 小学校             | 中学校             |
| ---------- | ------------------ | ------------------ |
| 全域       | 岡崎市立連尺小学校 | 岡崎市立城北中学校 |

## 歴史

### 沿革
- 1957年（昭和32年）11月15日 - 康生町・連尺町の各一部より、康生通東1〜2丁目が成立[5][6]。
- 2019年（令和元年）12月下旬 - 「康生通」交差点（2017年1月に「康生北」から改称した）が市内初のスクランブル交差点として完成[7]。

## 交通
- 愛知県道39号岡崎足助線（愛知県道56号名古屋岡崎線と重複している）
  - 本町通り
- 岡崎市道都市計画道路伝馬町線[8]
  - 伝馬通り
  - 東康生通り
  - 西康生通り
- 総門通り

## 施設
- 一般社団法人岡崎市観光協会[9]
- 岡崎信用金庫 中央支店
- 永田や仏壇店 岡崎康生店
- ミニミニ岡崎店
- グローバルスタディーズカフェ
- 暴れん坊チキン[10]
- 世界平和統一家庭連合岡崎家庭教会[11]

## ギャラリー

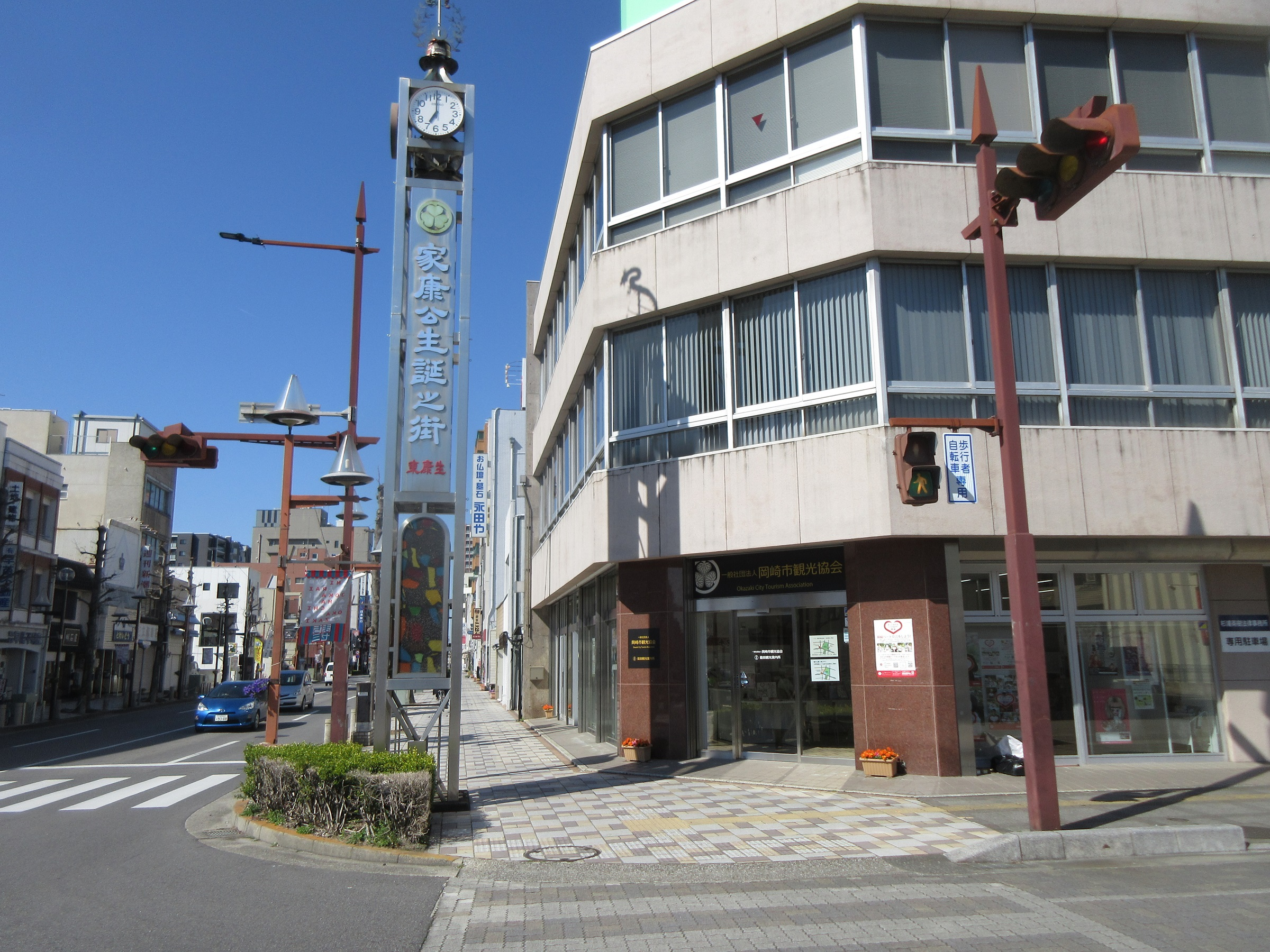
一般社団法人岡崎市観光協会
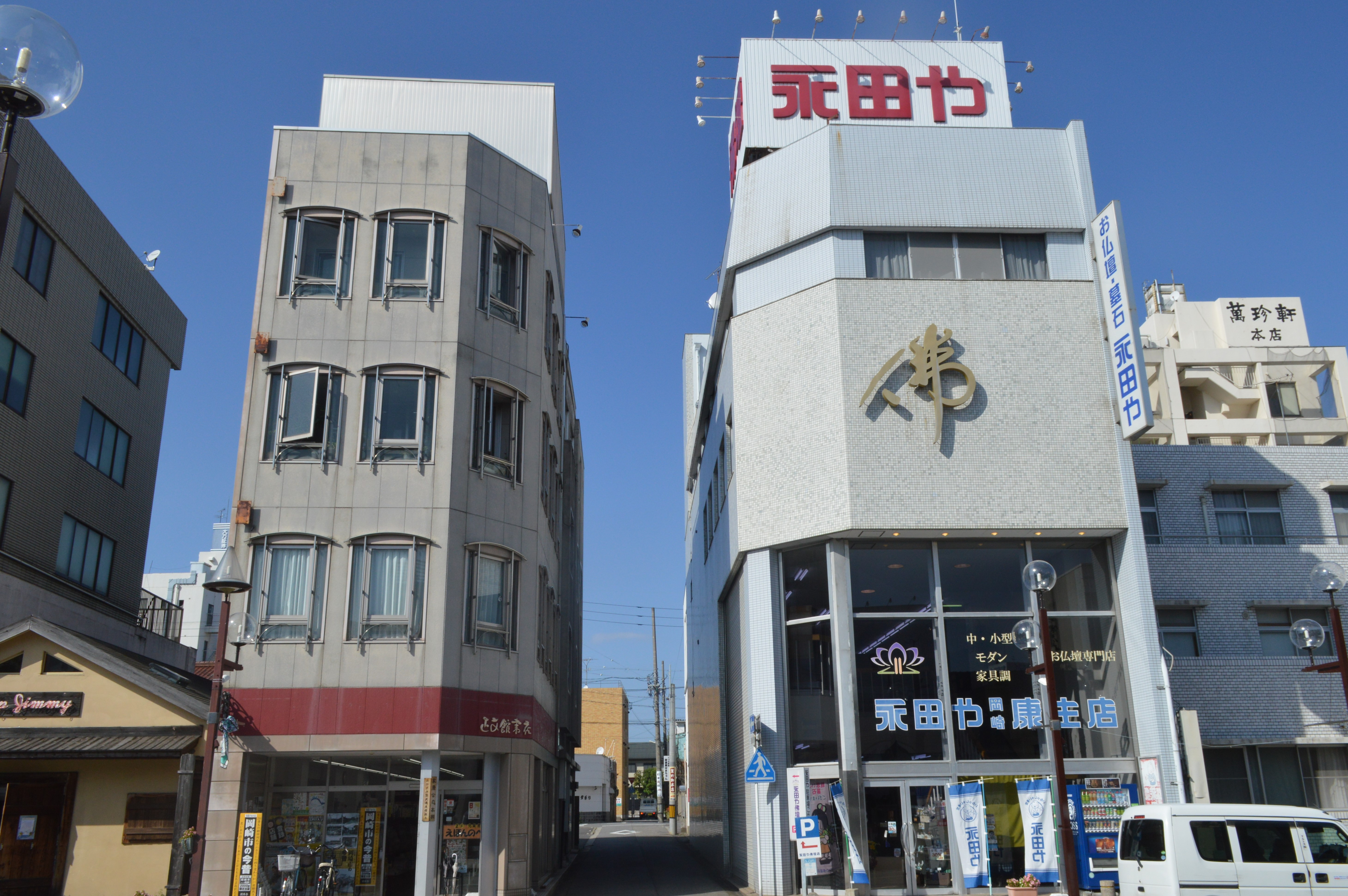
正文館書店（左）と永田や仏壇店康生店（右）
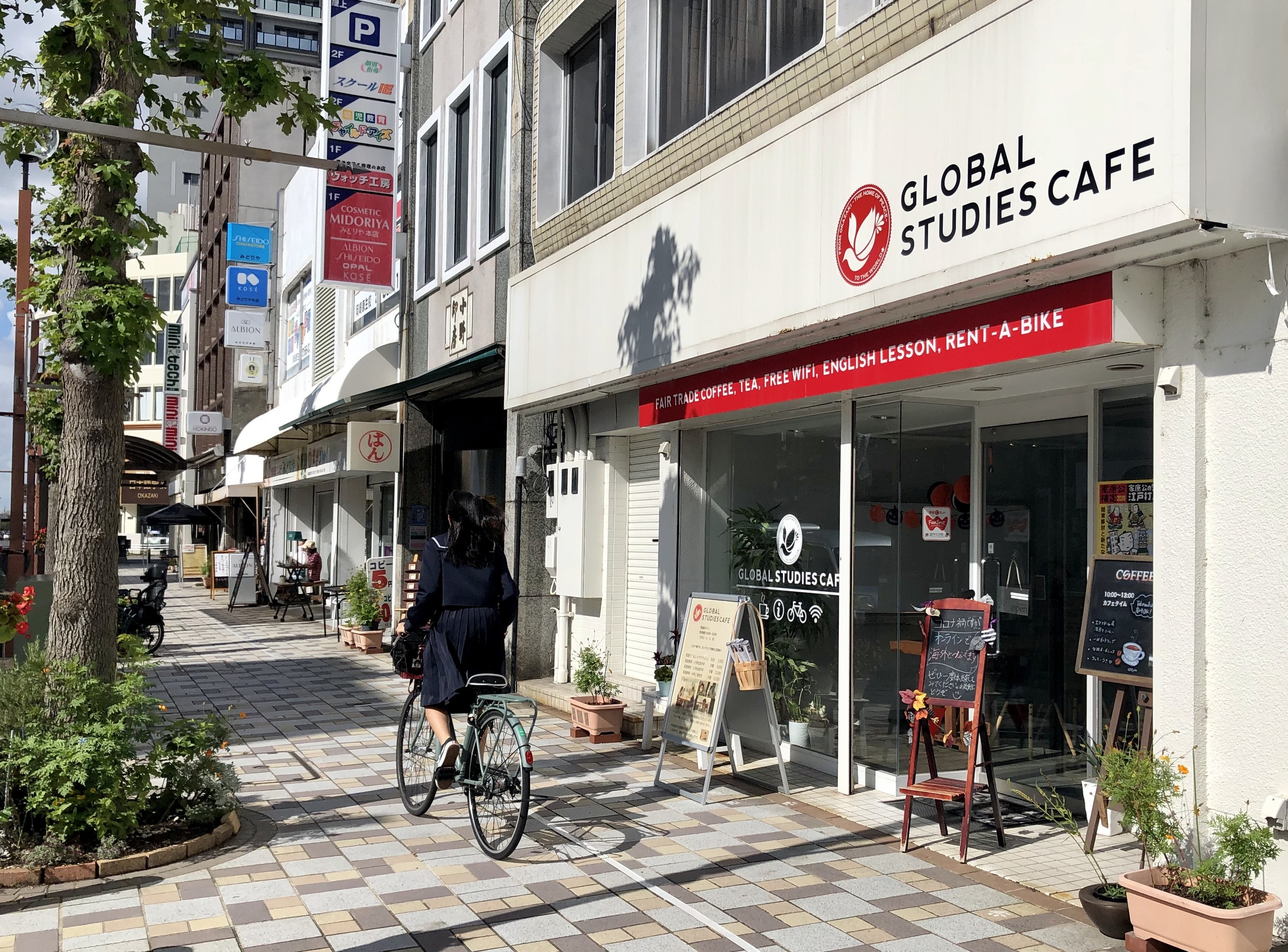
グローバルスタディーズカフェ
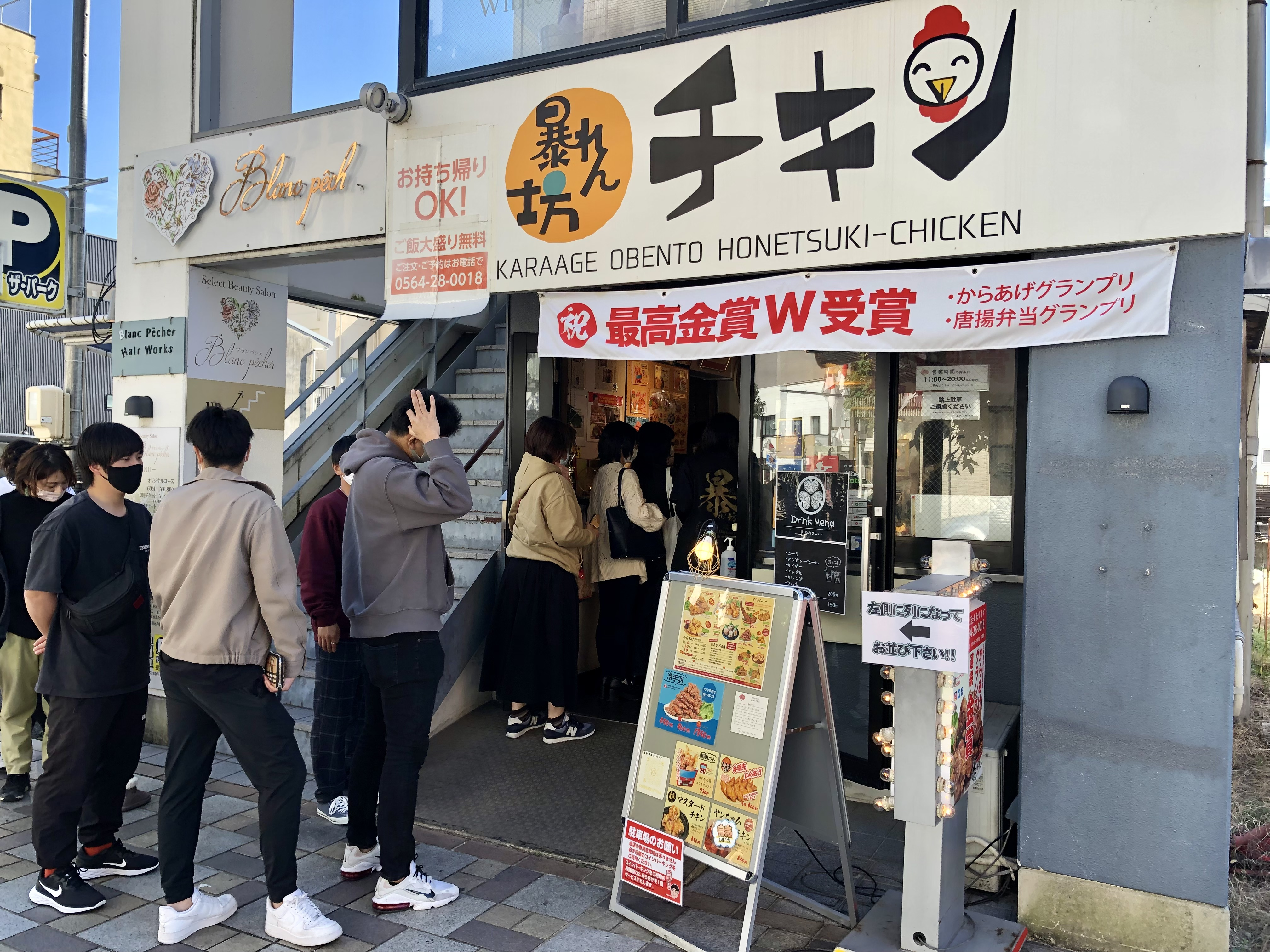
暴れん坊チキン
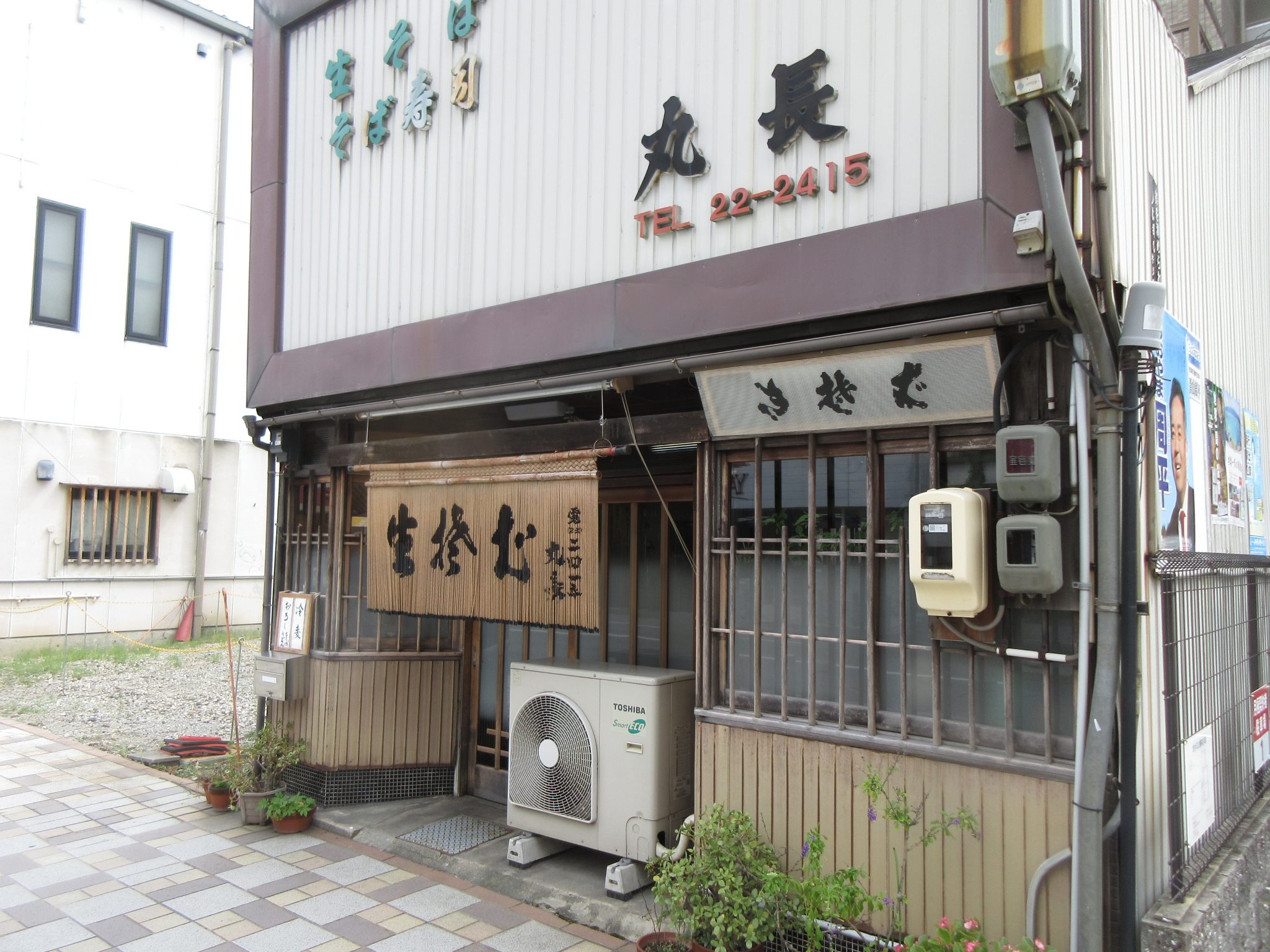
丸長
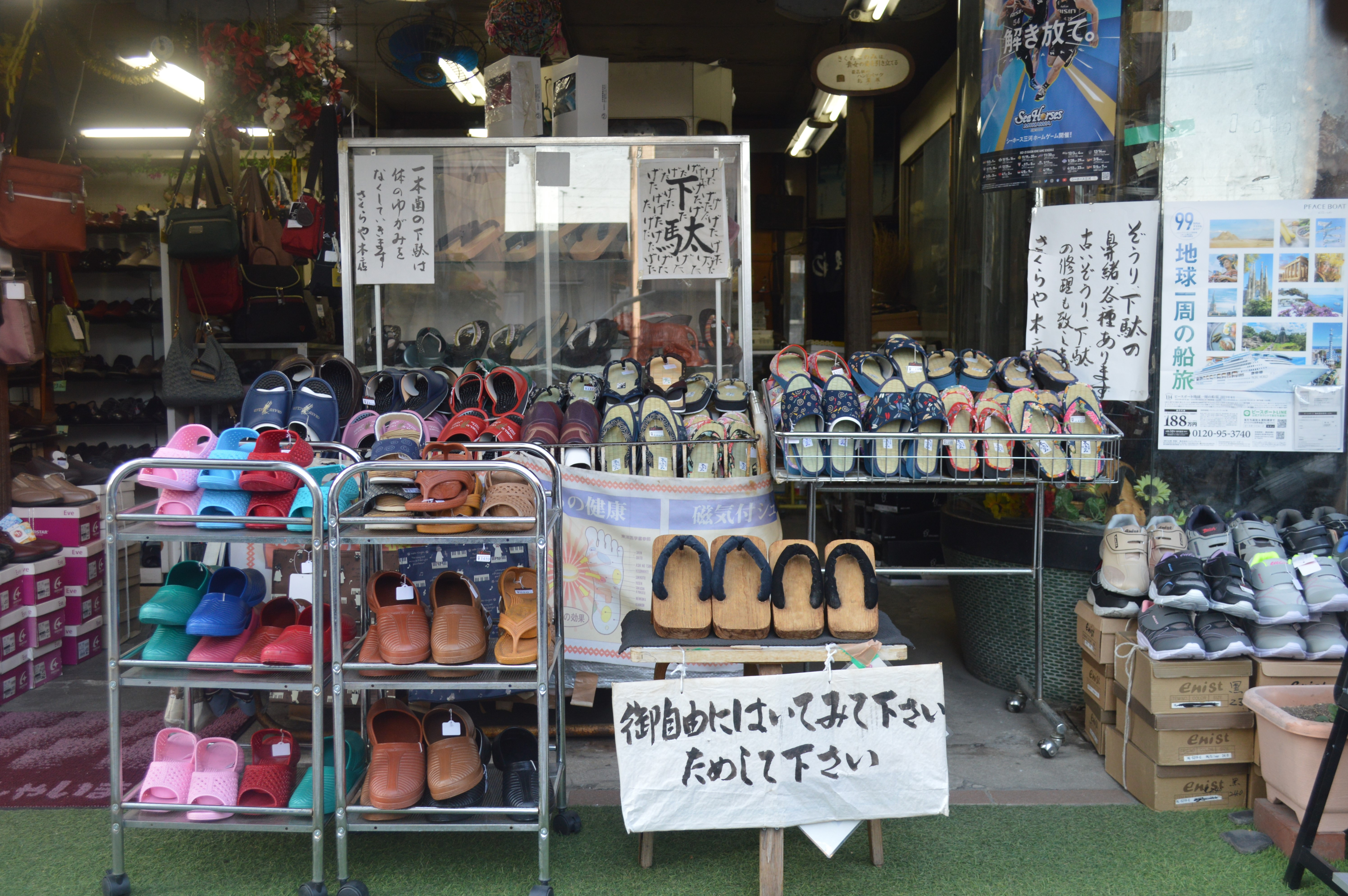
さくらや本店
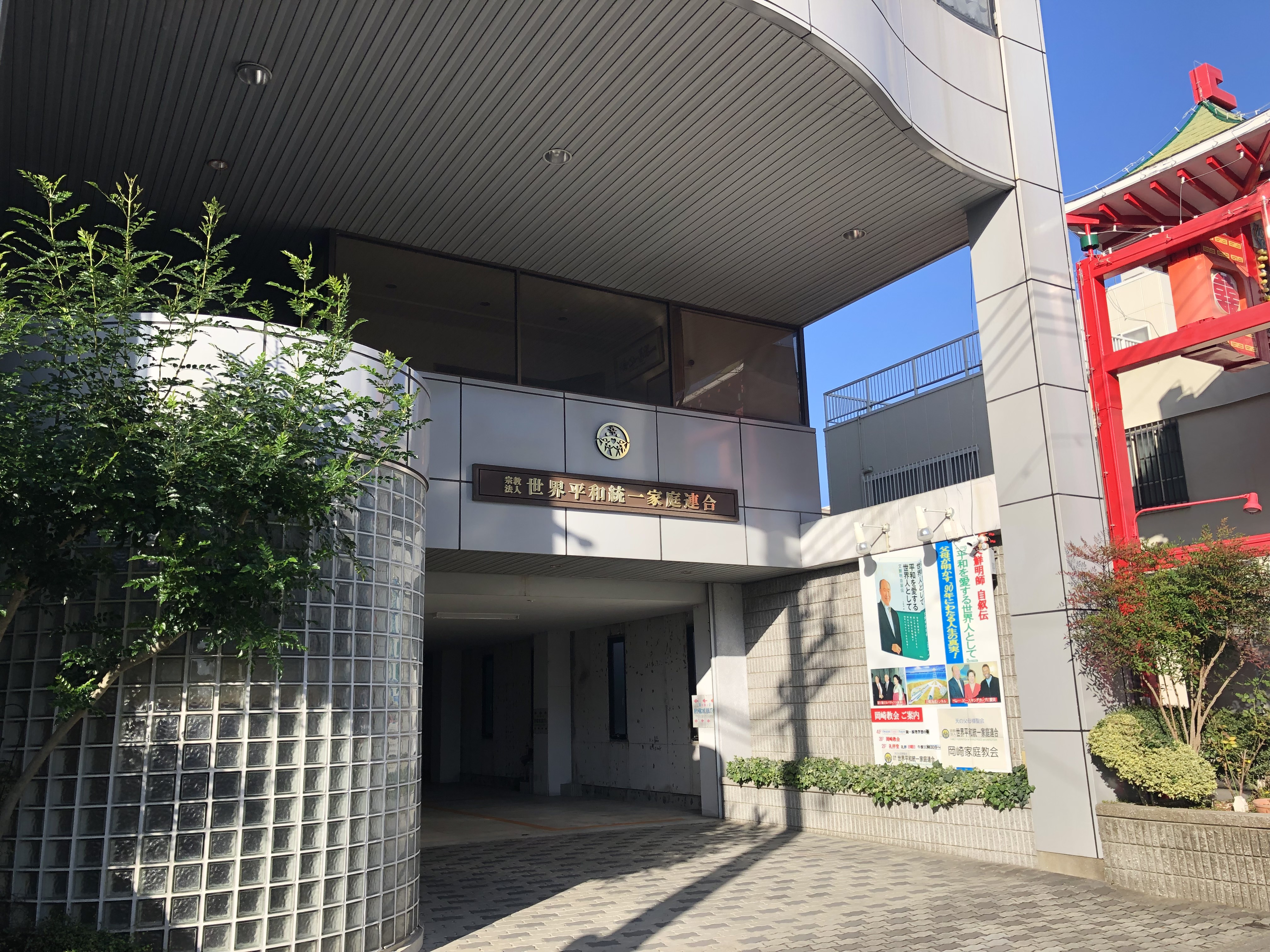
世界平和統一家庭連合 岡崎家庭教会
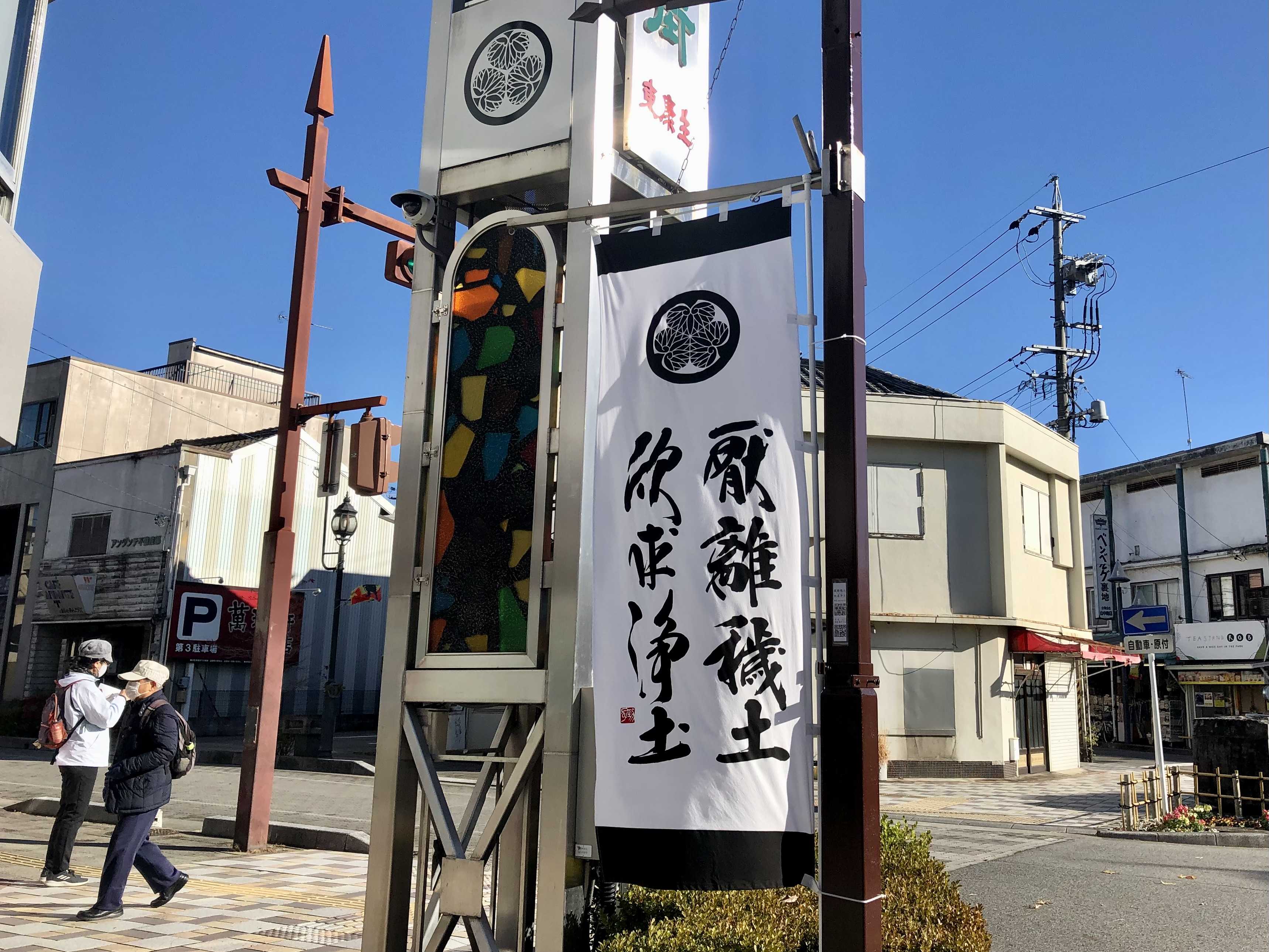
伝馬通りと八千代通りの交差点
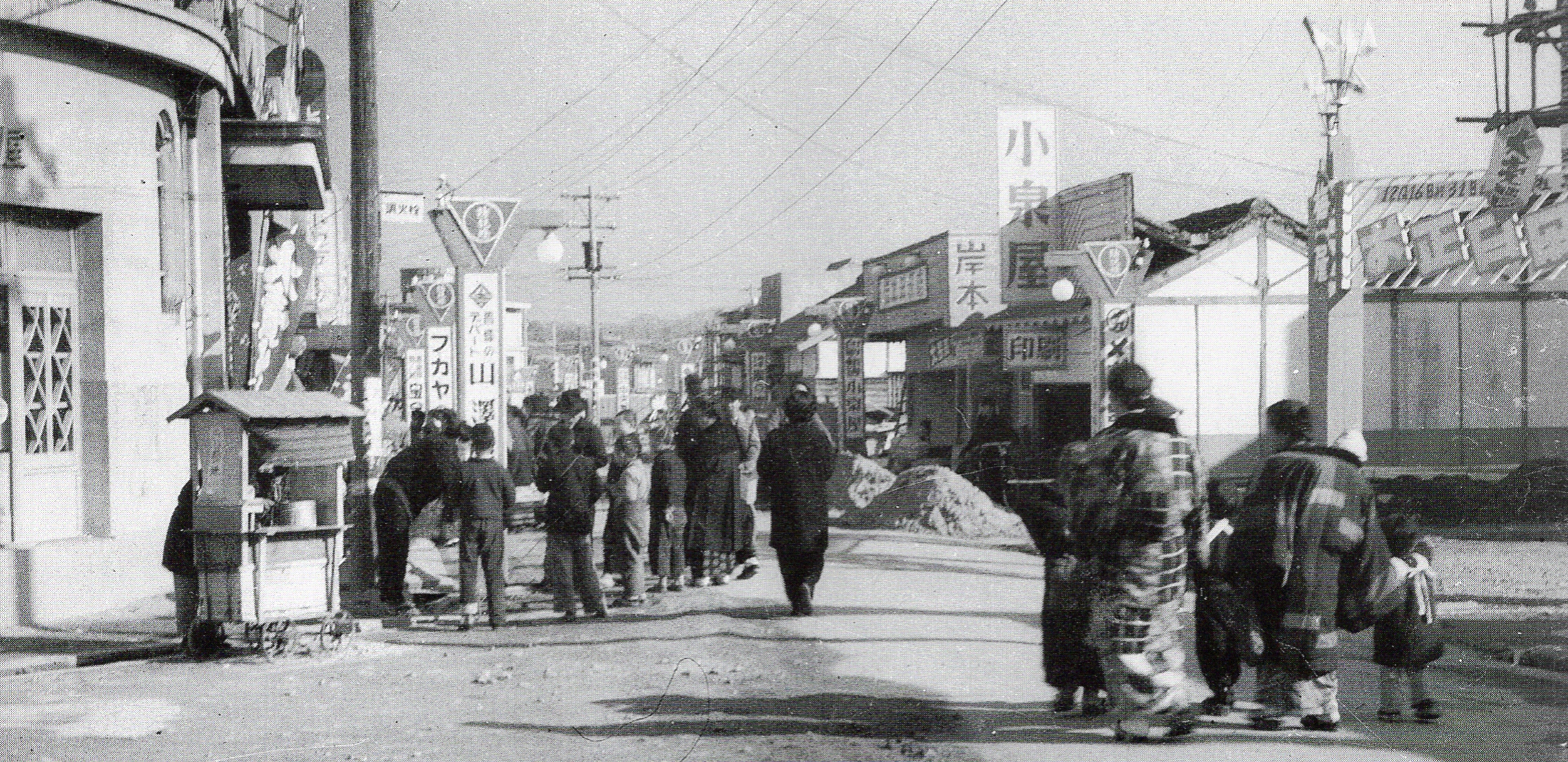
デパートの山澤屋の前（1950年撮影）
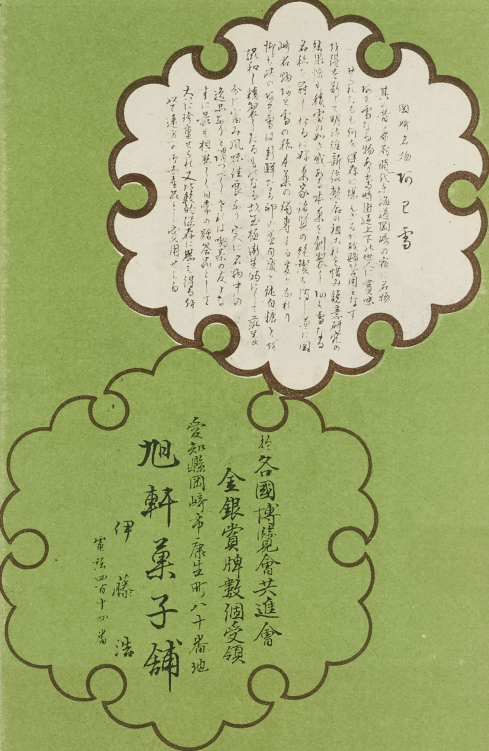
旭軒菓子舗（現・旭軒元直）。1953年の広告。

## その他

### 日本郵便
- 郵便番号 : 444-0045[2]（集配局：岡崎郵便局[12]）。

## 参考資料
- 「角川日本地名大辞典」編纂委員会 編『角川日本地名大辞典 23 愛知県』角川書店、1989年。
- 平凡社 編『日本歴史地名大系 23 愛知県の地名』1981年。
- 新編岡崎市史編さん委員会 編『新編岡崎市史 資料 現代 11』1983年。
- 新編岡崎市史編さん委員会 編『新編岡崎市史 総集編 20』1993年。